# 제럴드와 실라 브로플로프스키 부부
제랄드와 쉴라 브로플로프스키(Gerald and Sheila Broflovski)는 사우스 파크 만화영화 시리즈에 나오는 등장인물이다. 그들은 카일 브로플로프스키와, 캐나다서 입양해온 아들 아이크 브로플로프스키의 부모님이기도 하다. 제랄드의 목소리는 맷 스톤이 맡았고, 그리고 쉴라의 목소리는 메리 케이 버그만과, 최근에 모나 마쉘이 맡았다.

## 제랄드 브로플로프스키
제랄드는 갈색머리와, 턱수염이 있고, 야물커와, 베이지색 재킷, 그리고 짙은 녹색의 바지를 입고 있다. 그는 사우스 파크 부모들과 마찬가지로, 관심이 있고, 합리적인 아버지로 나타난다. 그는 카일을 도덕과 환경에 대한 관심, 그리고 현재 사우스 파크의 거주지역에 대한 일들을 가르친다. 제랄드는 친절하고, 호감을 주지만, 그에게는 도박 문제와, 그리고 돈 문제가 그를 괴롭히고 있다. 대부분 그는 관심과, 책임있는 아버지로 보인다.
제랄드의 직업은 변호사이다. 그는 몇몇 법률문제를 처리하였다.
- Chef Aid 에피소드에서 쉐프의 이름이 "Stinky Britches" 앨범에 들어가도록 하는 일.
- Sexual Harassment Panda에서 스탠이 그를 욕한것에 대해서 고소한 카트먼을 도왔다.

## 쉴라 브로플로프스키
쉴라는 벌집 같은 빨간머리와, 감색 양복을 입었다. 전형적인 유대인 코를 가지고 있다. 비만인 것처럼 보인다.

### 쉴라의 항의
쉴라는 테렌스와 필립이 들어간 많은 것에 대하여 반대했고, 사람들이 죽은 태아가 얼굴에 붙어 있는 골룸 간호사를 위해서, 쉴라는 특별한 주를 선포하였다.

#### Mr. Hankey, the Christmas Poo
쉴라와 그의 가족들은 명백히 사우스 파크의 유대인 공동체 전체이다. 그녀는 학교에서 반유태주의 연극에 대해서 주장하였다. 그래서 학교에서는 종교적인 내용이 없는 연극을 하게 되었고, 결국 폭동을 자극하게 되어서, 그녀는 맥시 신부를 때리려는 것을 그의 남편인 제랄드에 의해서 제지당하게 된다.

#### Mr. Garrison's Fancy New Vagina
쉴라는 식별력이 없는 다른 사람의 사업으로 그녀의 코를 찌르고 그녀의 가족을 좋아하지 않는다. Mr. Garrison's Fancy New Vagina 에피소드에서, 그녀는 위선적인 말로, 카일에게 게리슨 선생님의 성전환 수술은 괜찮다고 말했다. 그러나, 그녀는 카일이 흑인이 되는 성형수술을 받았을때, 인정하지 않았다.

#### South Park: Bigger, Longer & Uncut
극장판 사우스 파크에서 쉴라는 애들이 테렌스와 필립의 익살맞은 영화인 불타는 엉덩이에 빠졌을때, 한명의 중심인물로 나온다. 사실은 애들이 불타는 엉덩이에 빠졌을때, 케니가 테란스가 그의 방귀로 불을 켜는 것을 따라한 것이 그를 죽였기 때문이다. 그걸본 쉴라는 MAC(Mother Against Canada)또는, 캐나다를 싫어하는 어머니 모임을 만든다.([캐나다인인 테렌스와 필립을) 그녀는 욕을 하면 전기충격을 주는 V-칩을 카트먼의 몸속에 집어 넣는다.(아마도 카트먼이 쉴라가 뒤에 있는데도 계속 부른 Kyle's Mom is a Stupid Bitch 때문이었을 것이다.)
쉴라는 그녀의 행동이 최선이었다고 생각했지만, 그건 미국대 캐나다의 전쟁으로 번졌다. 그때 사탄과 사담 후세인이 지구에 다시 올라오게 되었다. 지구를 정복하려고 하는 사담 후세인은 카트만이 지닌 V칩의 오동작으로 생긴 전기 충격을 피하지 못했고, 사탄은 사담을 집어 던져버리게 된다. 사탄은 자기를 일깨워준 케니의 영혼에게 소원을 물어보고, 케니의 영혼은 지구를 끝내려는 사탄에게 다른 사람들을 살려달라고 한다(그렇게 되면 케니는 다시 지옥으로 돌아가게 된다). 사탄은 다시 돌아가려고 할 때, 미스터 햇과 같이 지옥으로 돌아가고, 카일은 자기 엄마에게, 카트만의 더러운 욕설이 모두를 구했다고 엄마에게 말했다. 깨달은 쉴라는 그녀의 항의를 그때 이래 줄이게 되었다.
쉴라는 I'm a Little Bit Country와 여러 다른 에피소드에서 이라크 전에 대하여 항의했다.

#### Kyle's Mom is a Stupid Bitch
이 노래는 에릭 카트만이 Mr. Hankey, the Christmas poo 에피소드와 극장판 사우스 파크(노래 마지막에 쉴라는 카트먼이 눈치채지 못하게 뒤에 서있었다. 이 노래를 끝마친 카트먼은 다른 애들이 눈치를 준데로 뒤돌아 보았다. 쉴라를 본 카트먼은 "아, 이런"이라고 외쳤다.)에서 부르는 노래이다. 이 노래는 카일의 어머니인 쉴라의 행동을 비판하는 노래라고 볼 수 있다.

## 제랄드와 쉴라 브로플로프스키 부부가 특출하게 나타난 에피소드
- Death - 테렌스와 필립을 항의하러 뉴욕에 감
- Mr. Hankey, the Christmas Poo - 카일에게 미스터 행키는 없다고 야단쳤다.
- Ike's Wee Wee - 카일에게 아이크가 입양되었다고 말했다.
- Chef Aid - 제랄드는 쉐프가 만든 "Stinky Britches."노래의 소송을 대표한다.
- Spontaneous Combustion - 제랄드는 조루가 있는데, 그는 세명의 여자들로부터 피부암을 가져온 랜디의 소송을 맡게된다. 그녀의 행위 또는 그녀의 모양에 쉴라가 그리 매력이 없다는 것이 함축되어 있다.
- Sexual Harassment Panda - 다른 사람들이 성희롱으로 분류되는 욕설에 대해서 소송을 도와준다.
- Asspen - 다른 아이들의 부모들과 아스펜에 간다. 그러나, 시분할 만남에 노는 것을 막히게 된다.
- It's Christmas in Canada - 제랄드와 쉴라는 아이크를 그를 낳아준 부모에게 돌려 보낸다.
- Mr. Garrison's Fancy New Vagina - 카일에게 수술이 성공적이었다고 납득시킨후에 (게리슨 선생님이 성전환한후) 제랄드는 의사에게 수술에 대하여 따진다. 의사는 그때 그에게 돌고래를 만드는 수술에 대하여 제랄드에게 납득시킨다.
- Smug Alert! - 제랄드는 하이브리드 자동차를 산후, 속물이 되어 버린다. 제랄드는 사우스 파크에서는 아무도 환경을 걱정하지 않는다고 그가 느낀 후에 가족과 같이 샌프란시스코로 이사를 가버린다.

## 잡다한 상식
- 제랄드와 쉴라는 맷 스톤의 부모님 이름을 따온 것이다.
- 제랄드의 성인 "Broflovski"는 맷 스톤의 어머니의 처녀적 이름을 따서 만든 것이다.(그녀의 선조들이 미국에 이민오면서, Belasco를 미국식으로 고쳤다.)
- 진짜 맷 스톤의 가족에는, 그의 여동생인 레이첼 스톤이 등장하지 않았다.